# John Mackenzie (football)
Pour les articles homonymes, voir John Mackenzie (homonymie) et Mackenzie.
John Mackenzie, de son nom complet John Archie Mackenzie, est un footballeur écossais né le 4 septembre 1925 à Glasgow et mort le 5 juillet 2017. Il évoluait au poste de milieu droit.

## Biographie
International, il reçoit 9 sélections en équipe d'Écosse de 1953 à 1956. Il fait partie du groupe écossais lors de la Coupe du monde 1954.

## Carrière
- 1946-1947 :  Partick Thistle FC
- 1947-1948 :  AFC Bournemouth
- 1948-1960 :  Partick Thistle FC
- 1960-1962 :  Dumbarton FC[3],[4]